# Ланская, Валерия Александровна
Вале́рия Алекса́ндровна Ланска́я (род. 2 января 1987, Москва, СССР) — российская актриса театра и кино, певица.

## Биография
Родилась 2 января 1987 года в Москве.
Отец Александр Зайцев — педагог бальных танцев, хореограф. Мать Елена Масленникова — хореограф, тренер по фигурному катанию, постановщик ледовых шоу. В детстве занималась художественной гимнастикой, фигурным катанием и танцами. С 1996 по 2002 год играла в музыкальном театре юного актёра, в 2010 году продолжила сотрудничество с этим театром, в котором в это время играла её сестра Анастасия Масленникова.
В 2002 году окончила курсы повышения квалификации для хореографов «спутник».
В 2006 году окончила театральный институт им. Б. Щукина, актёрский курс Ю. В. Шлыкова.
Ещё до окончания института была принята в труппу театра «Сатирикон» имени Аркадия Райкина. Сотрудничала с театром им. Е. Вахтангова и Театром А. Рыбникова. В 2005—2012 годах — актриса Театра Луны.
С 2005 года снимается в кино и сериалах. В частности, она дебютировала в фильме «Заяц над бездной». А затем следовали сериалы «Кадетство», «Принцесса цирка», «Жизнь, которой не было» по мотивам романа Т. Драйзера «Американская трагедия», военная драма «Рябиновый вальс», семейная сага «Дом образцового содержания». Является ведущей актрисой мюзиклов («Лиромания», «Губы», «Мэри Поппинс-Next», «Приключения Оливера Твиста», «Юнона и Авось», «Звезда и Смерть Хоакина Мурьеты», «Мата Хари», «Монте Кристо», «Граф Орлов», «Зорро», «Времена не выбирают», «Фанфан-тюльпан», «Анна Каренина»).
Принимала участие в телевизионных проектах Первого канала «Ледниковый период-2» и «Ледниковый период — лучшее» (где её партнёром являлся Алексей Ягудин, с которым они заняли третье и второе место соответственно), Ледниковый период. Снова вместе (партнёром был Роман Костомаров) и «Повтори!». В 2016 году была соведущей Дмитрия Нагиева в 3 сезоне телепроекта «Голос. Дети».
Постоянный участник и ведущая новогодних выпусков телепередачи «Романтика романса», где Валерия исполняет любимые песни, в том числе с друзьями и партнёрами по мюзиклам в сопровождении оркестра RockestraLive. В 2021 году приняла участие в шоу «Точь-в-точь».
1 января 2024 года стала одним из победителей второго сезона шоу «Аватар» на НТВ.
В 2024 году принимала участие в 8-м сезоне музыкального шоу «Три аккорда», в финале заняла 2 место, получила приз зрительских симпатий и приз от жюри. В 2025 году приняла участие в 6-м сезоне шоу «Один в один!».

## Личная жизнь
С 2015 по 2022 год была замужем за кинорежиссёром Стасом Ивановым (род. 7 марта 1982). У пары есть сын Артемий (род. 2015).

## Творчество

### Фильмография
| Год       |   | Название                                | Роль                                                   |
| --------- | - | --------------------------------------- | ------------------------------------------------------ |
| 2006      | ф | Заяц над бездной                        | Ана, дочь цыганского барона                            |
| 2006      | с | Конец света                             | Юля Игнатова / Ксюша Игнатова                          |
| 2006—2007 | с | Кадетство                               | Наташа Ротмистрова                                     |
| 2007      | ф | Глупая звезда                           | Ирина Туманова                                         |
| 2007      | с | Женские истории                         | Катя / Юля                                             |
| 2007—2008 | с | Принцесса цирка                         | Анастасия Соколовская / Марина Федотова                |
| 2008      | с | Две сестры                              | Марина Пёрышко                                         |
| 2008      | с | Жаркий лёд                              | Виктория Полонская                                     |
| 2008      | с | Жизнь, которой не было                  | Александра Земская                                     |
| 2008      | ф | Тариф «Новогодний»                      | Алёна Сергеева                                         |
| 2009      | ф | Рябиновый вальс                         | Маруся Городецкая                                      |
| 2010      | с | Дом образцового содержания              | Роза Марковна Мирская                                  |
| 2010      | ф | Монте-Кристо                            | Мерседес                                               |
| 2012      | с | Прорицатель Омар Хайям. Хроника легенды | Пери                                                   |
| 2012      | с | Пираньи                                 | Наташа                                                 |
| 2012      | ф | Осенний лист                            | Ольга                                                  |
| 2012      | ф | Снайперы: Любовь под прицелом           | Вика                                                   |
| 2013      | ф | Вечная сказка                           | Юлия Золотарёва                                        |
| 2013      | ф | Тёмный мир: Равновесие                  | Лера                                                   |
| 2013      | с | Жена офицера                            | Лика Макарова                                          |
| 2013      | с | Торговый центр                          | Елена Николаевна                                       |
| 2013      | ф | Пропавший без вести                     | Маша                                                   |
| 2014      | с | Скорая помощь                           | Вера Никитина                                          |
| 2014      | ф | Тайна Снежной Королевы                  | Ольга (мама Герды)                                     |
| 2015      | с | Истребители: Последний бой              | Людмила Раппопорт                                      |
| 2015      | с | Перекрёстки судьбы                      | Зоя Кораблёва                                          |
| 2015      | с | Гражданка Катерина                      | Катерина                                               |
| 2015      | с | Жизнь только начинается                 | Галка                                                  |
| 2015      | с | Временно недоступен                     | Ирина Плетнёва                                         |
| 2017      | ф | Золотая парочка                         | Александра Андреева                                    |
| 2018      | с | Жди меня                                | Александра Беликова, певица фронтовой бригады артистов |
| 2019      | с | Конец невинности                        | Полина                                                 |
| 2019      | ф | Медный всадник России                   | Мари-Анна Колло                                        |
| 2019      | ф | Монте-Кристо. Мюзикл                    | Мерседес                                               |
| 2019      | с | Женские секреты                         | Марта                                                  |
| 2019      | ф | Танец для двоих                         | Лера                                                   |
| 2020      | ф | Закаты и рассветы                       | Полина                                                 |
| 2020      | ф | Кузница счастья                         | Ольга Логинова                                         |
| 2021      | с | Немцы                                   | Алла Будырина, журналист                               |
| 2025      | с | Ландыши. Такая нежная любовь            | Ольга                                                  |

### Роли в театре
Детский музыкальный театр юного актёра (1996—2002, 2010—2012)
- «Фантазии на тему Дунаевского» — балерина
- «В детской» — Катя
- «Герда» — тролль
- Мюзикл «Приключения Оливера Твиста» (по роману Ч. Диккенса «Приключения Оливера Твиста») — Ненси, Бет

МХТ им. А. П. Чехова (1999)
- У. Шекспир «Сон в летнюю ночь» — эльф

Сатирикон (2004—2005)
- «Страна любви» (по пьесе А. Н. Островского «Снегурочка») — берендейка

Театр Луны (2005—2012)
- «Лиромания» (по мотивам трагедии У. Шекспира «Король Лир») — Корделия
- «Губы» (по роману В. В. Набокова «Камера обскура») — Магда
- «Ночь нежна» (по одноимённому роману Ф. С. Фицджеральда, режиссёр Сергей Проханов) — Розмэри Хойт
- «Бал неспящих» (по произведению А. К. Толстого «Упырь») — Даша, Прасковья, Итальянка
- «Мэри Поппинс-next» (по мотивам сказки П. Траверс «Мэри Поппинс», режиссёр Сергей Проханов) — Мэри Поппинс

Театр им. Е. Б. Вахтангова (2006—2008)
- «Собака на сене» — Клара
- «Али-баба и сорок разбойников» — Шахризада

Центр «Согласие» (2007—2009, 2011)
- «Отель двух миров» (по пьесе Э.Шмитта «Отель двух миров») — Лора

Театр А. Рыбникова (2008—2009)
- Рок-опера «Звезда и смерть Хоакина Мурьеты» (режиссёр Александр Рыхлов) — Тереса, Звезда
- Рок-опера «Юнона и Авось» — Кончита

Московская оперетта (с 2008)
- Мюзикл «Монте Кристо» (по роману А. Дюма «Граф Монте-Кристо», режиссёр Алина Чевик) — Мерседес
- Оперетта «Цезарь и Клеопатра» (по пьесе Б. Шоу «Цезарь и Клеопатра», режиссёр Жанна Жердер) — Клеопатра
- Мюзикл «Граф Орлов» (режиссёр Алина Чевик) — Елизавета Тараканова
- Оперетто-мюзикл «Фанфан-тюльпан» (режиссёр Александр Горбань) — Аделина
- Мюзикл «Анна Каренина» (режиссёр Алина Чевик) — Анна Каренина[7]

Театр эстрады (2009—2010)
- Мюзикл «Мата Хари» (муз. А. Киселёв) — Мата Хари[8]

Театр «Антреприза.ru» (2009—2011)
- «Не верь глазам своим» (по пьесе Ж-Ж Брикера и М. Ласега «Мужской род, единственное число») — Жасан

Театр киноактёра (2009, 2012)
- «Безымянная звезда» — Мона

ЦДКЖ (2009)
- «Подымите мне веки» — (по мотивам повести Н. Гоголя; «Вий») — Панночка, Старуха

Московский дворец молодёжи (2010, 2011)
- Мюзикл «Зорро» — Луиза

Театр мюзикла (2012—2017)
- Мюзикл «Времена не выбирают» (режиссёр Дмитрий Белов) — Дженнифер Фрей
- Мюзикл «Принцесса Цирка» (режиссёр Марина Швыдкая и Себастьян Солдевилья) — Теодора Вердье

Творческий центр Валерии Ланской «ФриЛанс» (2012)
- «Спасённая любовь» (автор идеи и продюсер Валерия Ланская) — Катюша Маслова

Московский губернский театр (2015—2017)
- «LOVE ШОУ» (идея Валерий Ланской, режиссёр С.Куликов) — Певица
- «Скамейка (режиссёр Дмитрий Дюжев)» — Она
- «Высоцкий. Рождение легенды (режиссёр Сергей Безруков)»
- «Мой Лермонтов»

«Театр на Трубной» («Школа Современной Пьесы») (2019 — н. в.)
- «Спасти камер-юнкера Пушкина» (режиссёр Валерия Кузнецова) — Воспитательница, Идалия Полетика
- «Тот самый день» (режиссёр Денис Азаров) — Мария
- «Толстого нет» — (режиссёр Александр Созонов) — Александра Львовна
- «Бешеный хворост» — (режиссёр Иосиф Райхельгауз) — Свиблова Валентина Юрьевна, зам.директора
- «Мужчина и женщина» — Творческий вечер Валерии Ланской
- «Женское счастье» (режиссёр Мария Федосова) — Ляля
- «Дама с камелиями» (режиссёр Дмитрий Астрахан) — Маргарита Готье

### Спектакли
- Мюзикл «Алые паруса» (по мотивам феерии А. Грина «Алые паруса») — Ассоль
- Музыкальный спектакль «Кабаре Терезин» (режиссёр Нина Чусова) — Ильзе
- Рок-опера «Карамазовы» (автор и режиссёр Александр Рагулин) — Катерина Ивановна
- Мюзикл «Между двух миров» (режиссёр Нина Чусова) — Лия
- Мюзикл-драма «Последний Романовъ» (автор и режиссёр Александр Рагулин) — Александра Фёдоровна

## Награды
- 2006 — премия зрительских симпатий им. Ромашина (роль Корделии в мюзикле «Лиромания»)
- 2009 — звание «Открытие — 2008»
- 2008—2009 — бронзовый призёр проекта «Ледниковый период» (в паре с А.Ягудиным)
- 2009 — серебряный призёр проекта «Ледниковый период. Лучшее» (в паре с А.Ягудиным)
- 2009 — номинация на премию «Золотой Орёл 2009» — «Лучшая женская роль на телевидении» (роль Александры Земской в фильме «Жизнь, которой не было»)
- 2010 — номинация на национальную театральную премию «Золотая маска 2010» («Лучшая женская роль в оперетте/мюзикле») (роль Мерседес в мюзикле «Монте-Кристо»)
- 2010 — премия «Любимые артисты артистов мюзикла»
- 2011 — номинация на премию «Золотой Орёл 2011» — «Лучшая женская роль второго плана» (роль Маруси Городецкой в фильме «Рябиновый вальс»)
- 2011 — премия «Любимые артисты зрителей»
- 2011 — лауреат фестиваля «Амурская осень» — «Лучшая женская роль» (роль Катюши Масловой в антрепризе «Спасённая любовь»), а также специального спонсорский приза за продюсерский дебют
- 2014 — лауреат 8-го международного фестиваля мюзиклов в Южной Корее (Daegu International Musical Festival) — «Лучшая женская роль» (мюзикл «Монте-Кристо» — Мерседес)
- 2021 — премия Successful Ladies Awards в номинации «Лучшая театральная актриса»
- 2023 — лауреат национальной театральной премии «Музыкальное сердце театра» в номинации «Лучшая исполнительница главной роли» (роль Лия в мюзикле «Между двух миров»)
- 2025 — номинант XVIII ежегодной международной театральной премии зрительских симпатий «Звезда Театрала — 2025» в номинации «Лучшая женская роль. Музыкальный спектакль» за роль Александры Фёдоровны в мюзикле «Последний Романовъ»